# Ямайски долар
Вижте пояснителната страница за други значения на долар.
Ямайският долар (на английски: Jamaican dollar) е валутата и официална парична единица на Ямайка от 1969 г. Той е разделен на 100 цента.

## История
Историята на валута в Ямайка не трябва да се разглежда изолирано от по-широката картина в Британски Антилските острови като цяло. Вижте Британски Антилските острови долар. Особеното за Ямайка, беше фактът, че тя е единствената територия Британски Антилските острови, за да се използват специални въпроси за британската лира монетосечене, с изключение на четири пенса хляб монета, която е специално издадена за всички британски Западна Индия на, а по-късно само за британската Гвиана.

## Монети
Има монети от 25 цента и от 1,5,10,20 долара.

## Банкноти
Емитират се банкноти от 50,100, 500 и 1000 долара.